# Svazek obcí – Zelená Energie
Svazek obcí – Zelená Energie byl dobrovolný svazek obcí v okresu Svitavy, jeho sídlem byla Vítějeves a jeho cílem bylo hájení oprávněných ekonomických, sociálních, společenských a kulturních zájmů obyvatel svazku a řešení problémů, přesahujících rámec a možnosti jednotlivých obcí. V návaznosti na výše uvedené skutečnosti měl svazek realizovat výstavbu a provoz alternativních zdrojů energie. A to zejména v oblasti využití energie větru, slunce, biomasy a systémů palivových článků. Byl založen v roce 2006, před zánikem v roce 2022 sdružoval čtyři obce.

## Obce sdružené v mikroregionu
- Brněnec
- Horní Újezd
- Jedlová
- Vítějeves